# Barbatia foliata

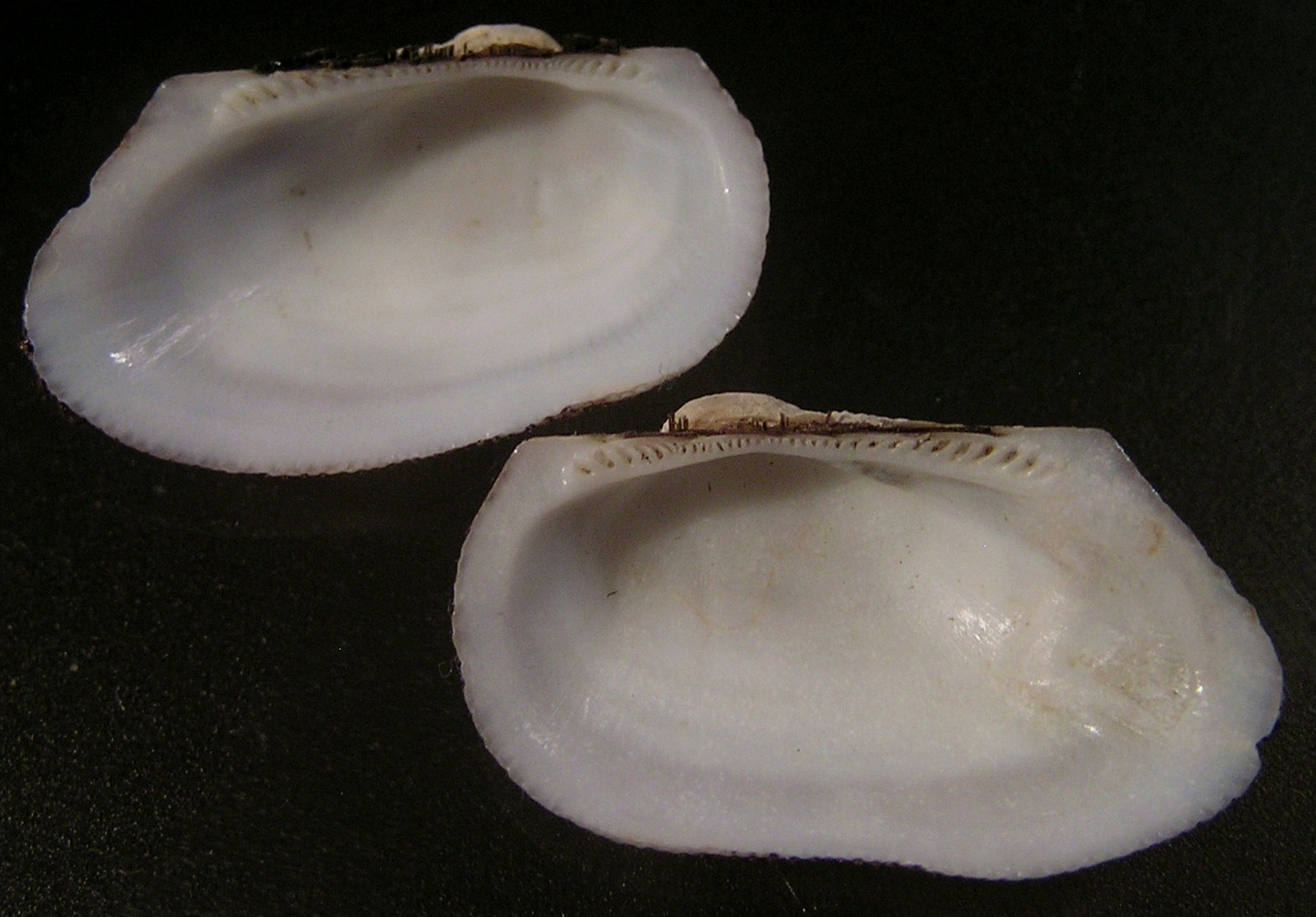
Barbatia foliata, gerundet-rechteckiger Ökotyp

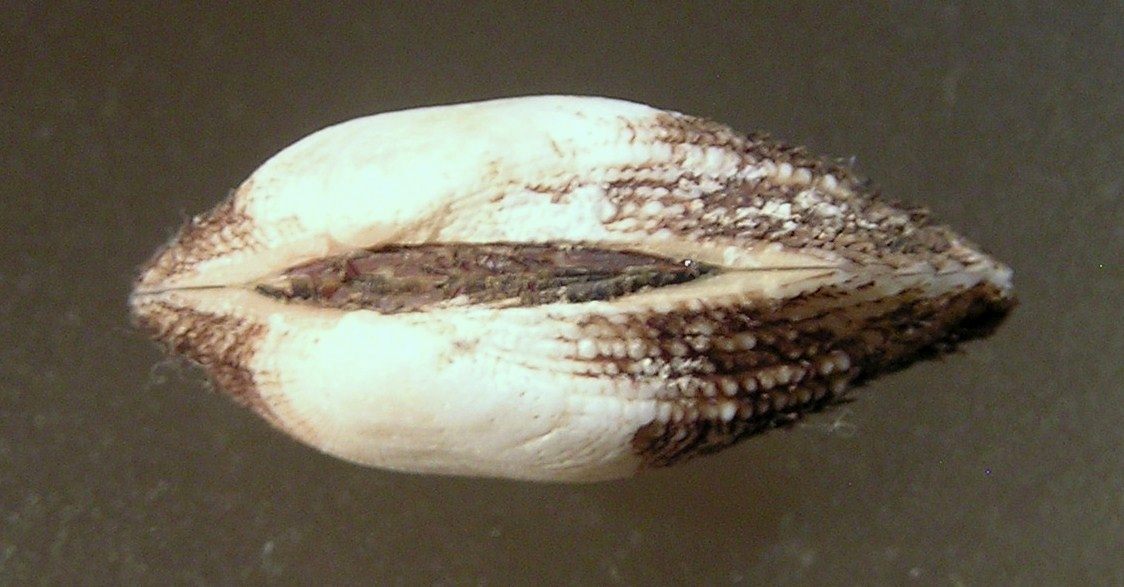
Dorsalansicht mit Ligament und Wirbeln

Barbatia foliata, bisher wenig gebräuchlich ist der vorgeschlagene deutsche Trivialname Blättrige Archenmuschel, ist eine Muschel-Art aus der Familie der Archenmuscheln (Arcidae) in der Ordnung der Arcida. Sie kommt im Indo-Pazifik vor und dringt auch in das Rote Meer vor.

## Merkmale
Das Gehäuse ist gleichklappig und wird bis 120 mm lang. Es ist im Umriss gerundet-rechteckig, gerundet-dreieckig bis gerundet-quadratisch. Kleine Exemplare sind gewöhnlich gerundet-rechteckig. Die Gehäuse sind ungleichseitig, die Wirbel befinden sich im vorderen Drittel der Gehäuselänge. Die Wirbel sind breit und flach eingerollt und stehen soweit auseinander. In den gerundet-dreieckigen Ökoformen geht der Dorsalrand gerundet in den schwach gekrümmten Vorderrand über. Der Übergang zum fast geraden Ventralrand ist eng gerundet. Der Ventralrand geht ebenfalls weit gerundet ohne Winkelbildung in den Hinterrand über. Auch der Übergang vom Dorsalrand zum Hinterrand ist gerundet. Dagegen bildet die zweite Ökoform, die im Adultstadium gerundet-rechteckig bleibt, jeweils gerundete, flache Winkel (Ohren) an den Übergängen vom Dorsalrand zum Vorderrandrand und vom Dorsalrand zum Hinterrand aus. Auch die Übergänge vom Vorderrand zum Ventralrand, und der Übergang vom Hinterrand zum Ventralrand sind durch Änderungen in der Krümmung markiert; dadurch kommt der mehr gerundet-rechteckige Umriss zustande. Die Klappen klaffen an der Ventralseite zum Durchtritt des Byssus; die klaffende Spalte ist ziemlich lang, aber eng. An der Durchtrittsstelle kann der Ventralrand eine sehr seichte Bucht aufweisen.
Das Dorsalfeld ist schmal und tief gespalten. Das Ligament nimmt die gesamte Länge des Dorsalfeldes ein. Das Schloss ist taxodont, die Schlossplatte ist leicht gekrümmt. Das Schloss  besteht aus vielen, senkrecht stehenden, kleinen Zähnchen. Die vorderen und hinteren Zähnchen sind nicht voneinander abgesetzt. Die Zähnchen werden zum Vorder- und Hinterende hin größer.
Die Ornamentierung besteht aus schmalen Rippchen, die kleine Knötchen aufweisen. Die Zwischenräume sind ähnlich schmal. In mehr dreieckigen Formen kann das hintere Gehäusefeld fast glatt sein. Das Periostracum besteht aus dichten, dunkelbraunen, lamellenarten Borsten.
Der vordere und hintere Schließmuskel sind annähernd gleich groß.

## Ähnliche Arten
Von der Art gibt es zwei Ökoformen, eine Form bleibt gerundet-rechteckig, die zweite Form wird im Laufe der Ontogenie gerundet-dreieckig. Die ähnlichste Art ist Barbatia decussata (G. B. Sowerby I, 1833), die ebenfalls im Indo-Pazifik und im Roten Meer vorkommt. Letztere unterscheidet sich von Barbatia foliata durch das lamellare Periostracum (zugespitzt in Barbatia decussata), die gerundeten Klappenränder ohne Ohrbildungen und den Rippen, die breiter als die Zwischenräume sind.

## Geographische Verbreitung und Lebensraum
Die Art ist im Indo-Pazifik weit verbreitet. Sie wurde bisher von Ost- und Südafrika, einschließlich dem Roten Meer und Madagaskar, Indien, Südostasien, Westpazifik bis Japan, und Polynesien.
Die Muscheln leben angeheftet an Felsen und Korallen.

## Taxonomie
Die Art wurde zuerst von Peters Forsskål erkannt und kurz beschrieben. Die Arbeit wurde aber erst nach dem Tod das Autors von Carsten Niebuhr publiziert. Die Art wird heute in die Gattung Barbatia gestellt. MolluscaBase listet eine ganze Reihe von Synonymen auf: Arca corallicola Iredale, 1939, Arca lima Reeve, 1844, Arca nivea Röding, 1798, Arca ovata Gmelin, 1791, Arca sinuata Lamarck, 1819, Barbatia (Abarbatia) hendersoni Dall, Bartsch & Rehder, 1938, Barbatia cancellata Preston, 1908, Barbatia djiboutiensis Jousseaume, 1917 und Barbatia velata (G. B. Sowerby I, 1833).